# Henricus de Segusio
Henricus de Segusio (Heinrich von Susa), genannt Hostiensis (* kurz vor 1200 in Susa; † 25. Oktober oder 6. November 1271 in Lyon) war Kanonist und Kardinal der Katholischen Kirche.

Ausgeschnittenes Blatt aus Heinrich von Segusios Summa Aurea: Tabelle der Blutsverwandtschaft (Frankreich, Paris, ca. 1275)

Eine Zugehörigkeit zur Familie De Bartolomeis in Susa, die in einigen Ausgaben seiner Werke im 16. Jahrhundert angenommen wird, ist durch mittelalterliche Quellen nicht belegt. Henricus studierte beide Rechte in Bologna und wurde vor 1233 zum Priester geweiht. 1235 wurde er Prior des Kathedralkapitels von Antibes, 1244 folgte die Ernennung zum Bischof von Sisteron. Von 1250 bis zu seiner Erhebung zum Kardinal war er Erzbischof von Embrun in Frankreich. Papst Urban IV. ernannte ihn am 22. Mai 1262 zum Kardinalbischof von Ostia. Seit 1236 ist er als Diplomat für Päpste wie Innozenz IV. und Könige wie Heinrich III. von England tätig gewesen.
Hostiensis war einer der herausragendsten Kanonisten seiner Zeit. Er verfasste mehrere Werke, u. a.: Lectura in Decretales Gregorii IX, Summa super titulis Decretalium (d. i. Summa aurea) und Lectura in Decretales Innocentii IV. Ein besonderes Anliegen war ihm die Darstellung der Aequitas im kirchlichen Recht. Ob er 1239 in Paris die Dekretalen unterrichtet hat, ist unsicher.

## Werke

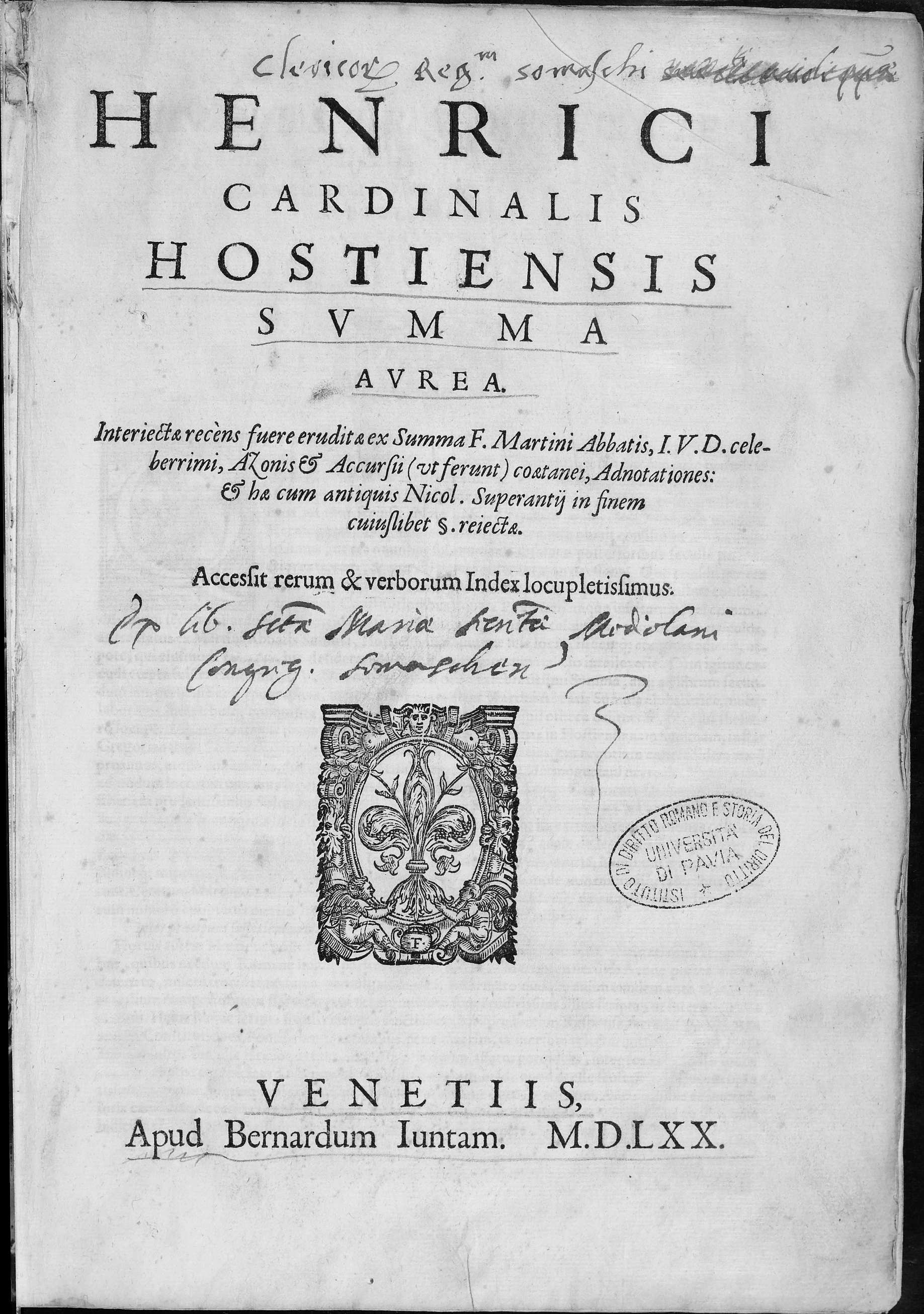
Summa aurea, 1570

- Lectura in Decretales Gregorii IX, Strasburg, 1512; Paris, 1512.
- Summa super titulis Decretalium, Strasburg, 1512; Cologne, 1612; Venice, 1605; auch bekannt als Summa archiepiscopi oder Summa aurea.
  - Summa aurea. Bernardo Giunta, Venice 1570 (Latein, beic.it).
- Lectura in Decretales Innocentii IV.